# Kuchnia lasowiacka
Kuchnia lasowiacka – dział sztuki kulinarnej charakterystyczny dla społeczności Lasowiaków.

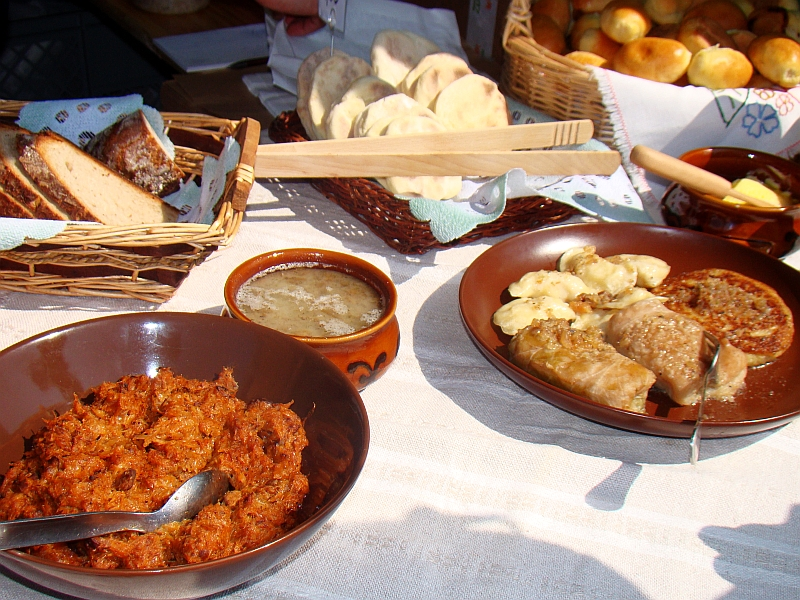
Przykładowe potrawy kuchni lasowiackiej

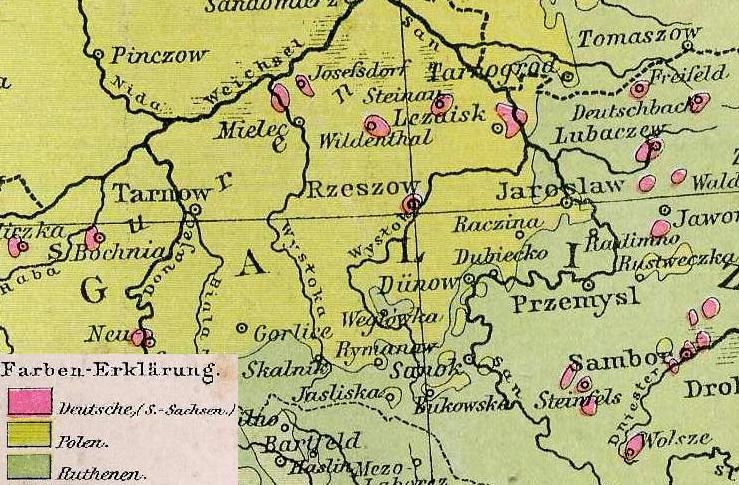
Region lasowiacki w widłach Wisły i Sanu

## Zasięg i tradycyjne składniki
Lasowiacy (Lesioki) to grupa etnograficzna zamieszkująca tereny Puszczy Sandomierskiej – kompleksu leśnego w widłach Wisły i Sanu, na Równinie Tarnobrzeskiej i Płaskowyżu Kolbuszowskim – rozpościerającego się od Tarnobrzega na północy aż po Rzeszów na południu. Dzisiaj stanowią go powiaty: leżajski, niżański, stalowowolski, tarnobrzeski, kolbuszowski, mielecki oraz północna część ropczycko-sędziszowskiego.
Tradycyjna kuchnia ściśle wiązała się z porami roku. W naturalny sposób najbardziej urozmaicona była latem i jesienią, gdy pola, ogródki i lasy dostarczały zbóż, owoców, warzyw. W okresie zimowym była jednostajna i monotonna. Wpływ na pożywienie miało położenie geograficzne – na terenach leśnych z mokradłami i bagnami oraz kawałkami mało urodzajnej ziemi. Powszechnie siano żyto, jęczmień i owies, a na lepszych glebach także pszenicę. Uprawiano rośliny strączkowe groch i fasolę, ziemniaki, kapustę, a w okolicy Tarnobrzega – rzepę. Kuchnia mieszkańców regionu opierała się też na produktach typowo leśnych (ludność zajmowała się kłusownictwem i zbieractwem). Spożywano mleko i jego przetwory (twarogi, masło, zsiadłe mleko). Posiłki okraszano smalcem, skwarkami, śmietaną. W tradycyjnym wymiarze kuchnia ta bazowała w znacznym stopniu na produktach roślinnych: kaszach (głównie jaglana i gryczana), mąkach (głównie żytnia, owsiana), warzywach ( jak: ziemniaki, kapusta) oraz runa leśnego (głównie grzyby, borówki, jagody).

## Potrawy
Jednym z podstawowych składników codziennego jadłospisu były ziemniaki. Najczęściej gotowane, polewano omastą i podawano ze słodkim i kwaśnym mlekiem lub maślanką. Drobno posiekane ziemniaki kiszono i gotowano z grochem lub fasolą. W okolicach Kolbuszowej potrawę tę nazywano kapustą ziemniaczaną, w Tuszymie i Przecławiu – ciupanką.  Z surowych i gotowanych ziemniaków, przygotowywano pierogi kudłate, nadziewane serem i polewane tłuszczem, gotowano także kacapoły czyli kluski ziemniaczane podawane okraszone masłem. W Kolbuszowej Górnej z surowych i gotowanych ziemniaków, pieczono placki  na blasze. Gotowano też tzw. dziada – drobno pokrojone ziemniaki, zasypywane kaszą jęczmienną i maszczone tłuszczem z cebulą. Ziemniaki były dodatkiem do zup, zwłaszcza do białego barszczu, który w kuchni lasowiackiej nigdy „z komina nie schodził”. 
Ważnym składnikiem codziennego pożywienia była kapusta, którą ze względu na łatwość przechowywania można było spożywać przez cały rok. Świeże, liście kapusty wykorzystywano do zawijania gołąbków lub gotowano posiekane, zabielane śmietaną i zagęszczano mąką. Liście kapusty wykorzystywano także jako podkładkę pod ciasto do wypieku chleba. Kapusta kiszona była wykorzystywana m.in: do przyrządzania pierogów nadziewanych samą gotowaną kapustą lub kapustą i grzybami, do kapusty z grzybami, kapusty z grochem, kapusty z fasolą. W okolicach Turbii jedzono potrawę złożoną z kiszonej kapusty, białej fasoli i kaszy jaglanej. 
Spożywane były potrawy z roślin strączkowych – grochu, fasoli i bobu, które uchodziły za bardzo sycące. Gotowany groch, bób i fasolę polewano omastą, lub dodawano do kapusty i zup. W okolicy Tarnobrzega podawano grochowiak – groch gotowany w osolonej wodzie zaprawionej octem. Bób jedzono też jako dodatek do barszczu i rosołu oraz gotowano pierogi nadziewane bobem. 
Istotnym elementem codziennego posiłku były kasze, głównie kasza gryczana i jaglana oraz tzw. pęcak który zastępował ryż. Za najdelikatniejszą kaszę uważano mannę, którą podawano chorym i dzieciom. Kaszę gryczaną podawano gotowaną na sypko, okraszoną słoniną. Popijano ją kwaśnym mlekiem lub maślanką. Dodawano do niej duszone grzyby lub polewano grzybowym sosem. Kaszę jaglaną gotowano na mleku, z dodatkiem soli i masła. Przyrządzano ją także na słodko ze smażonymi śliwkami, rozgotowanymi jabłkami lub gruszkami. Kasze były też podstawą farszu do wigilijnych pierogów jak np. pierogi z kaszy jaglanej i twarogu. Od święta przygotowywano też kasioki placki drożdżowe wypełnione kaszą. Do dań mącznych należały pierogi, które pierwotnie traktowano jak pieczywo obrzędowe, przyrządzane od święta i jadane na specjalne okazje, najczęściej z białym serem, kaszą, kiszoną kapustą i grzybami, suszonymi śliwkami a latem z jagodami czy wiśniami. Pieczono proziaki – placki na sodzie, z mąki pszennej, kwaśnego mleka i soli, pieczone na blasze. Popularnym przysmakiem były podpłomyki z ciasta chlebowego, posypywane cukrem i jagodami. W wielu gospodarstwach z świeżych owoców jak wiśnie, śliwki czy jabłka gotowano zupę pamułę, zagęszczaną mąką i zabielaną mlekiem lub śmietaną, podawaną na ciepło lub zimno z kluskami lub ziemniakami.
Ważnym terenem żywieniowym był las, który dostarczał mieszkańcom owoce leśne i grzyby. Zbierano dzikie maliny, żurawinę, owoce dzikiej róży, brusznicę, jeżyny (dziady) i borówki bagienne (łochynie) oraz poziomki. Owoce czarnej jagody często służyły jako nadzienie do bułeczek drożdżowych, tzw. jagodzianek i pierogów. Były też podobnie jak poziomki, podstawą zupy pamuły. Z brusznicy z dodatkiem jabłek wytwarzano marmoladę. Grzyby suszono i przechowywano na zimę jako dodatek do potraw. W rejonie Charzewic zbierano owoce dzikiego bzu, z których wytwarzano soki i wina. Z zebranych jesienią, wysuszonych i zmielonych żołędzi gotowano substytut kawy, który ze względu na gorzki smak dosładzano melasą.
Nad rozlewiskami i oczkami wodnymi zbierano kłosy manny jadalnej. Zebraną mannę suszono na rozpostartym płótnie, młócono oddzielając ziarna a następnie odsiewano od plew. Ziarna wykorzystywano do przygotowania kasz lub mąki, którą dodawano do zup i polewek, aby je zagęścić.
Las był także „dostarczycielem” mięsa, kłusownicy funkcjonowali niemal w każdej wsi. Najczęściej polowali na drobną zwierzynę, jak zające i kuropatwy, rzadziej dziki. Mięso bywało jednak na stołach rzadko, tylko przy szczególnych okazjach, jak święta, wesela, chrzciny.
W dołach, rzekach i strumieniach poławiano ryby. Były to głównie liny, miętusy, leszcze, karasie, sumy, węgorze. Spożywano gotowane lub smażone, wędzono lub suszono w piecu chlebowym, często też zasalano. Jedzono je w okresie zimowym, zazwyczaj w poście.
Obecnie wytwory kultury i kuchni lasowiackiej można spotkać przede wszystkim w Muzeum Kultury Ludowej w Kolbuszowej, które początkowo nazywało się Muzeum Regionalnym Lasowiaków.

### Dania z kuchni lasowiaków jako produkty tradycyjne
Na liście produktów tradycyjnych Ministerstwa Rolnictwa i Wsi znajdują się m.in.:
- kwas wigilijny[22],
- „kacapoły lub klęgle”[23];
- „kapusta z grochem i kaszą jaglaną”[24];
- „kapusta z kaszą jęczmienną po lasowiacku”[25];
- „niwiskie pierogi z kapustą kiszoną”[26];
- „pamuła weryńska”[27][8];
- „kapusta ziemniaczana”[28][29].
- „lasowiacki karp w galarecie”[30]

### Inne potrawy
- pierogi z jagodami[1].
- barszcz biały[1].
- kapusta lasowiacka z zasypką[31].
- pierogi z grochem[32].
- kacapoły w kapuście faszerowane pieczarkami[33].
- pierogi z płuckami i kiszoną kapustą[34].
- gołąbki[1].
- pierogi z kiszoną kapustą i grzybami[1].

## Galeria potraw

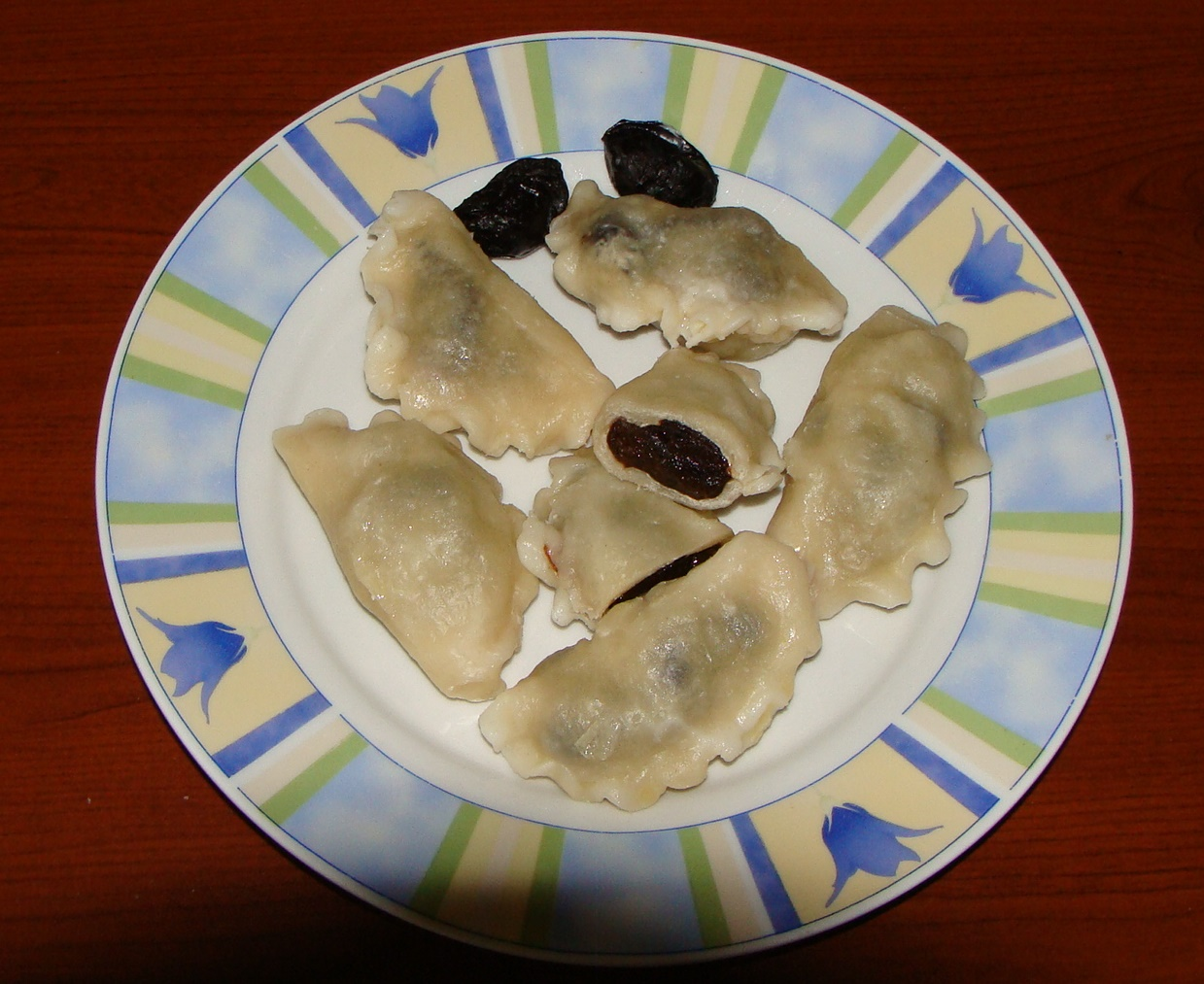
Pierogi z suszonych śliwek
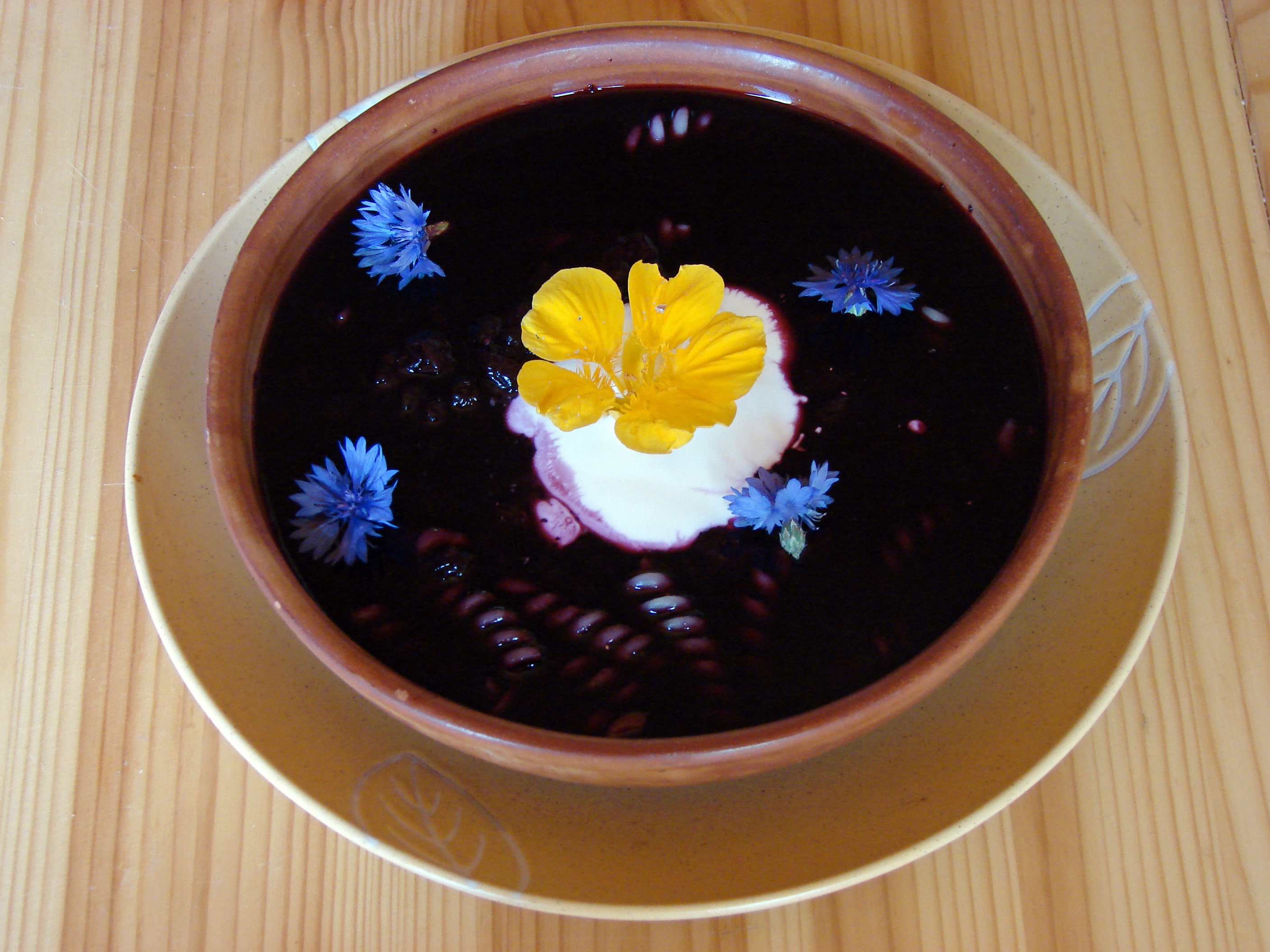
Zupa jagodowa z makaronem (pamuła)
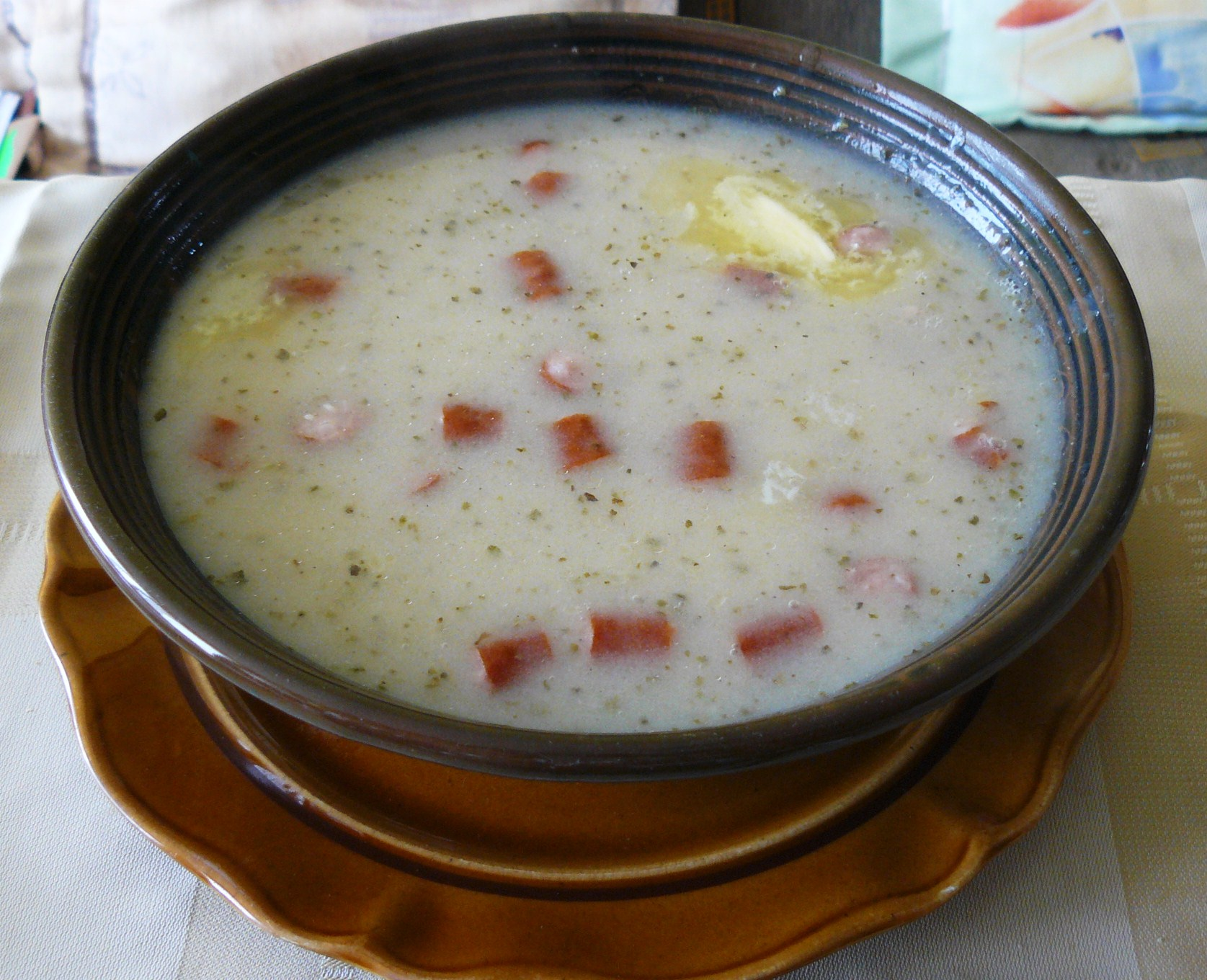
Barszcz biały
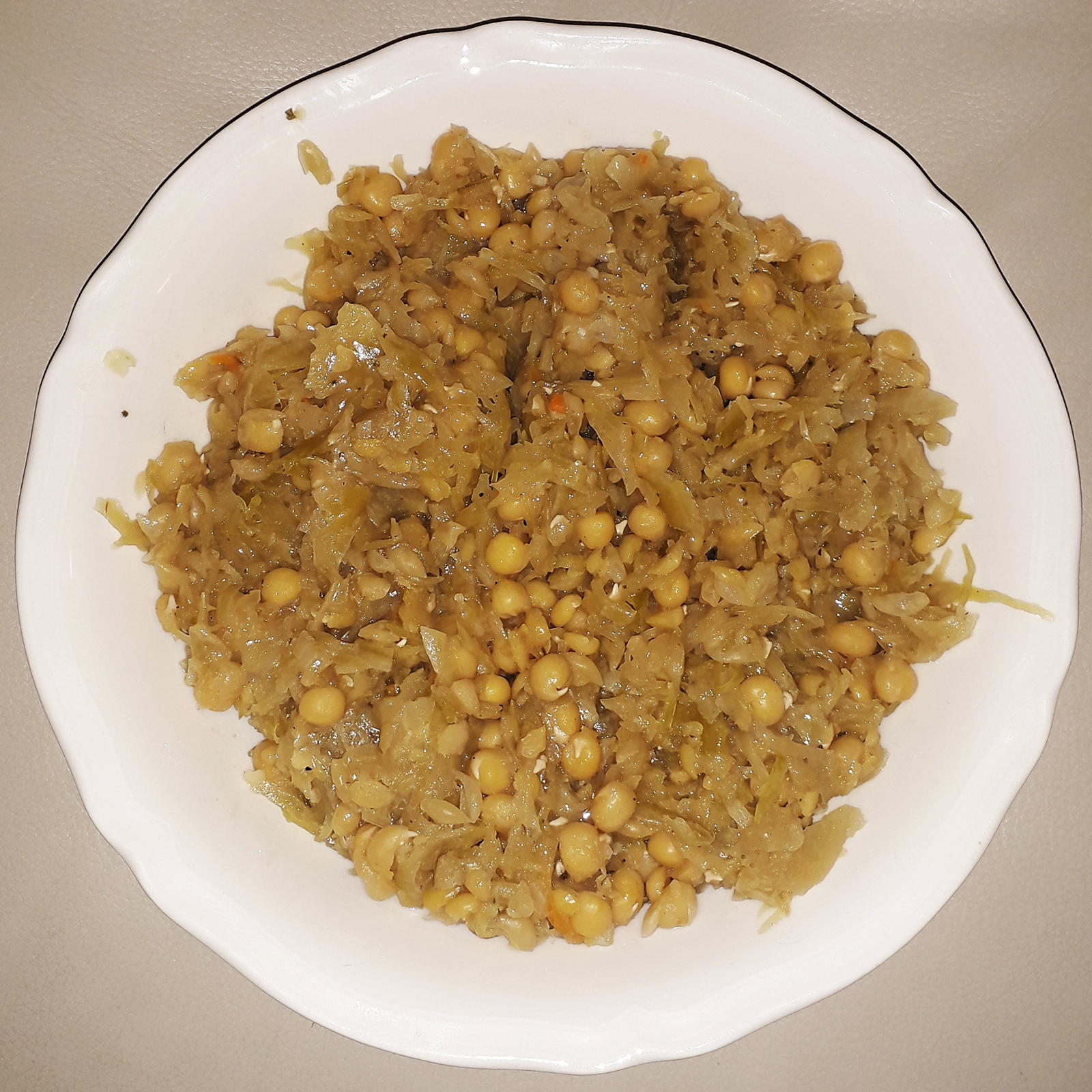
Kapusta kiszona z grochem
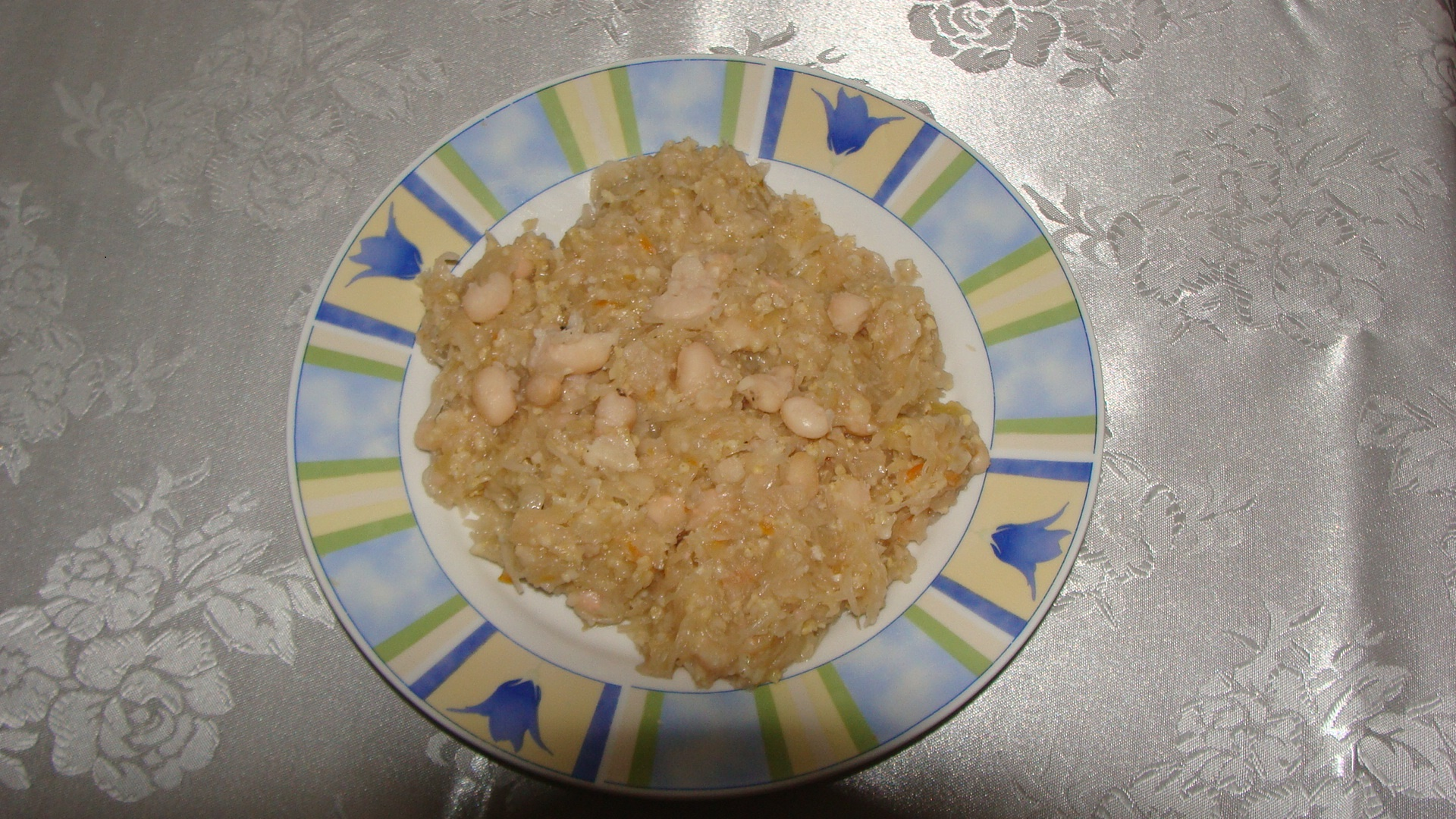
Kapusta kiszona z fasolą i kaszą jaglaną
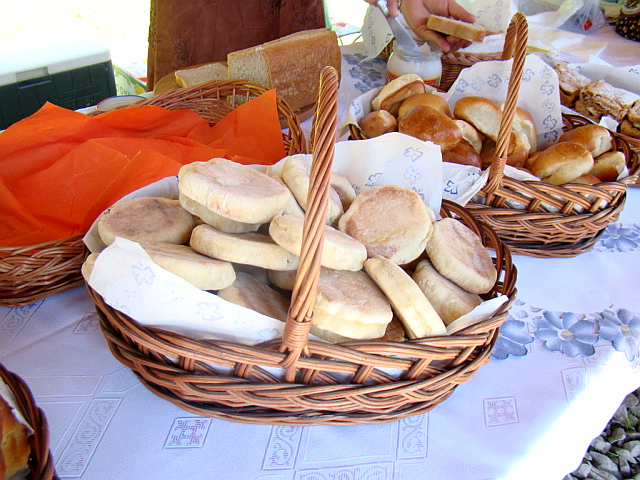
Proziaki
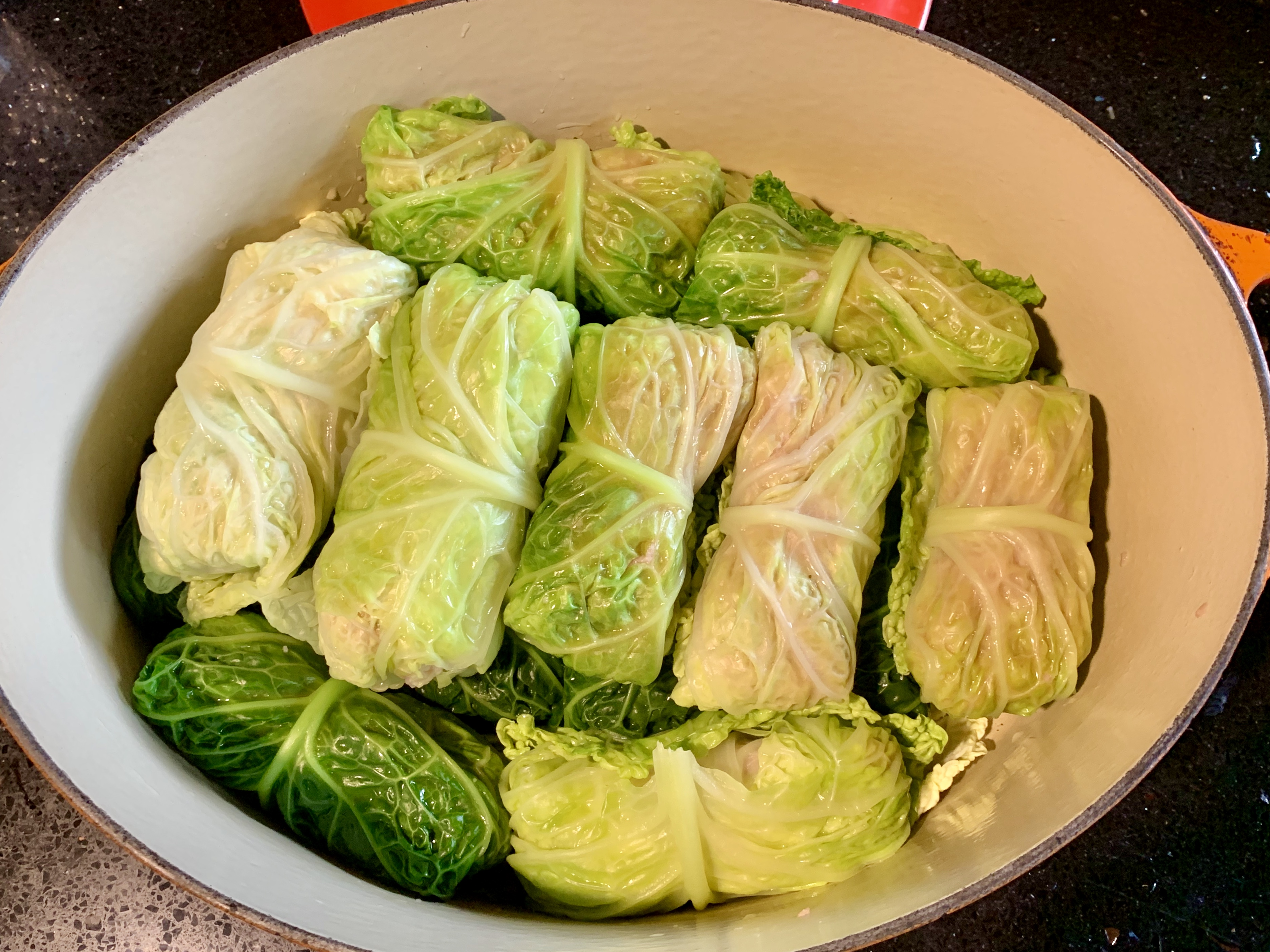
Gołąbki
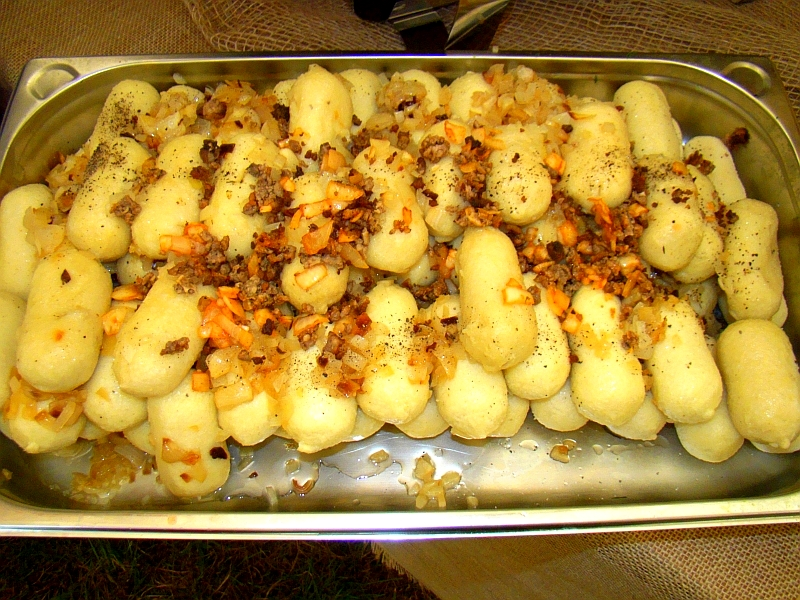
Kluski ziemniaczane (kacapoły)
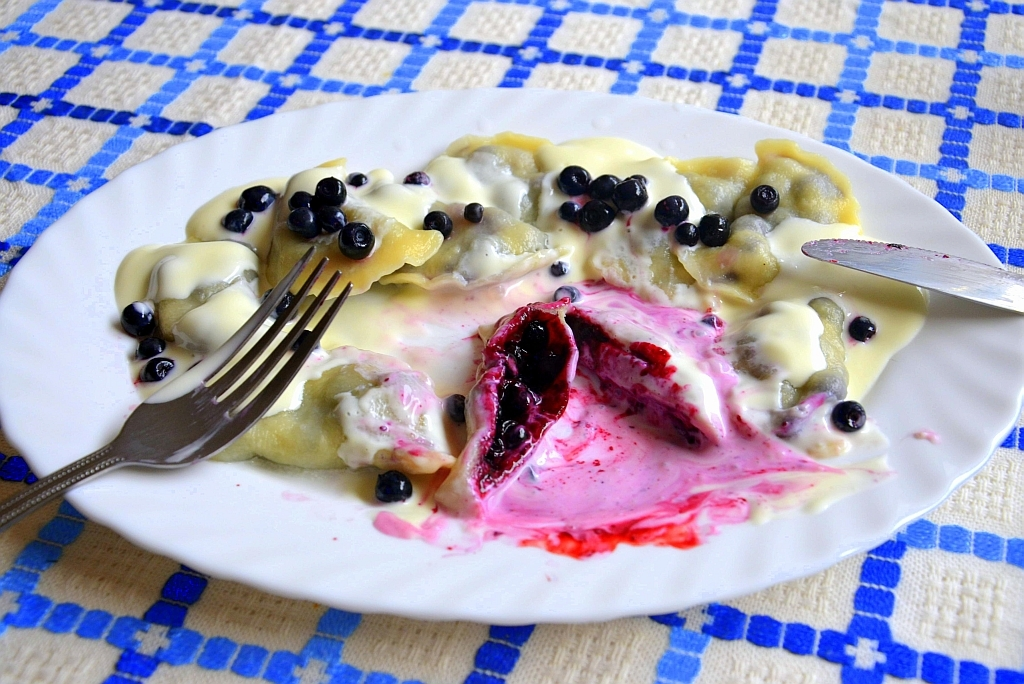
Pierogi z jagodami i śmietaną.
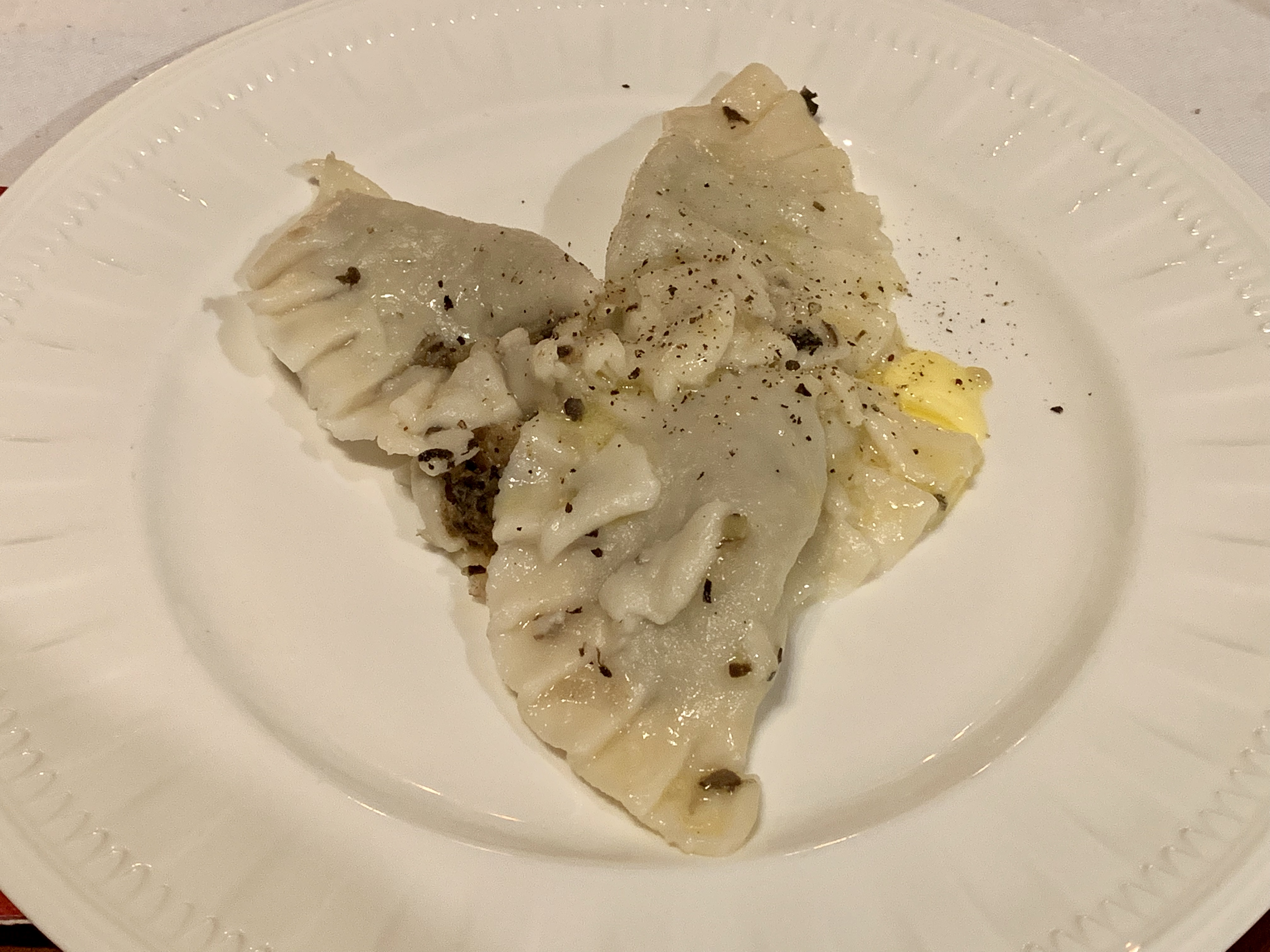
Pierogi z kapustą kiszoną i grzybami